# Route nationale 27 (Madagascar)
Pour les articles homonymes, voir Route nationale 27.
La route nationale 27 (N 27) est une route nationale s'étendant de Ihosy jusqu'à Farafangana à Madagascar.

## Description
La N27 parcourt 275 km dans les régions de  Ihorombe et Atsimo-Atsinanana.
En mars 2017, le Cyclone Enawo a complètement coupé la communication terrestre dans la région d'Ihorombe.

## Parcours
D'ouest en est :
- Ihosy - croisement de la N 7 ;
- Ivohibe (110 km) :
  - la réserve spéciale du Pic d'Ivohibe,
  - le corridor forestier de Fandriana Vondrozo ;
- Vondrozo (206 km) ;
- Sahafatra ;
- Farafangana (272 km) - croisement de la  N 12.